# Бура (драма)
Бура је дело Вилијама Шекспира, за које се верује да је написано 1610—1611, а многи критичари мисле да је то последње дело које је Шекспир написао сам. Радња је смештена на удаљеном острву, где Просперо, законити војвода од Милана, планира да поврати његову ћерку Миранду на њено право место користећи се илузијама и вештом манипулацијом. Он ствара буру да би довео његовог брата Антонија и његовог саучесника Краља Алонса од Напуља на острво. Тамо, његове сплетке доводе до откривања Антонијеве “ниске природе”, кајања краља, и брака Миранде са Алонсовим сином, Фердинандом.
Бура се разликује од осталих Шекспирових драма у њеном посматрању строжег, више организованог неокласичног стила. Критичари виде Буру експлицитно забринути њеном природом као представом, често извлачећи линије између Просперове “уметности” и театричке илузије, а ранији критичари су видели Проспера као репрезентацију Шекспира, а Просперово одрицање од магије као Шекспиров “последњи поздрав” бини. Драма описује Проспера као рационалног, и не окултног, чаробњака. Он је прдстављен као контраст Сицораскиːњена магија је описана као деструктивна и грозна док је Просперова магија чудесна и прелепа.
Почетком 1950–их, са публикацијом Психологије колоназације од Октавија Манонија, Бура је виђена све више и више кроз сочива постколонистичке теорије. Због мало улога које жене играју у делу, Бура није привукла много феминистичког критицизма.
Бура није привукла значајну количину пажње пре затварања у позориштима 1642, а тек стекла популарност после рестурације Енглеске монархије, и само у прилагођеним верзијама.